# Station Lembeke
Station Lembeke was een spoorwegstation langs de spoorlijn spoorlijn 55A (Zelzate - Eeklo) in Lembeke, een deelgemeente van de gemeente Kaprijke.
0,0: Zelzate ·
4,4: Assenede ·
8,8: Boekhoute ·
11,5: Bassevelde ·
15,4: Kaprijke ·
18,2: Lembeke ·
22,3: Eeklo